# 埃福列
埃福列是羅馬尼亞的城鎮，位於該國東南部黑海沿岸，距離首府康斯坦察13公里，由康斯坦察縣負責管轄，面積9.22平方公里，海拔高度12米，2011年人口8,621。